# Alfred Velpeau

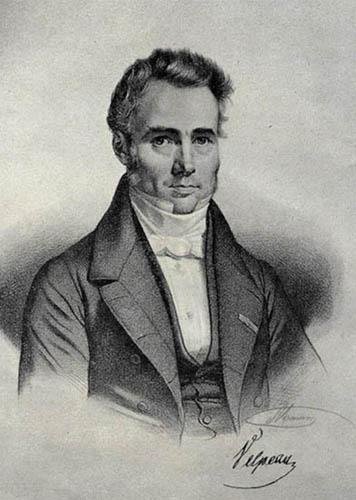
Alfred Velpeau.

Alfred-Armand-Louis-Marie Velpeau, född 18 maj 1795 i Brèches, departementet Indre-et-Loire, död 24 augusti 1867 i Paris, var en fransk kirurg.
Velpeau blev 1823 medicine doktor i Paris och utgav 1825–26 Traité d'anatomie chirurgicale (två band), vilken rönte mycket stor framgång. Samtidigt publicerade han Mémoire sur l'inflammation aiguë des membranes synoviales tendineuses et articulaires (1826). Hans Traité de l'art des accouchements (två band, 1829) och i synnerhet dess andra upplaga (1835) skattas mycket högt. Tre år senare var han färdig med en ny handbok, Nouveaux elements de médecine opératoire (tre band, 1832). År 1834 blev han professor i kirurgi i Paris och innehade denna plats till sin död, oförtrutet arbetande på sin vetenskaps utveckling.
Bland de många arbeten, som han under denna tid utgav, märks Sur les maladies du système lymphatique (1835–36), Leçons de clinique chirurgicale faites à l'hôpital de la Charité (tre band, 1840–41), Clinique chirurgicale (1866) samt Traité des maladies du sein et de la région mammaire (1853), en på 2 000 fall grundad monografi, vilken anses vara hans mest anmärkningsvärda och originella verk.
Om Velpeau skrev 1921 den finländske läkaren Robert Tigerstedt: "Velpeaus bästa arbeten äro de, i hvilka han redogör för resultaten af sina egna iakttagelser. Ehuru Velpeaus namn icke är förbundet med någon betydande uppfinning eller upptäckt, har han likväl, åtminstone i Frankrike, utöfvat ett afgjordt inflytande på kirurgiens framsteg. Som lärare var han utmärkt genom en enkel och klar metod; nästan hela den yngre generationen af franska kirurger tillhör hans lärjungar. Som praktiker framstod han genom säkerheten i sitt omdöme och genom sin försiktighet som operator. Hos honom voro förenade många egenskaper, som bildade den fulländade och verkligt store kirurgen."